# 第一次世界大戦の中央同盟国の指導者

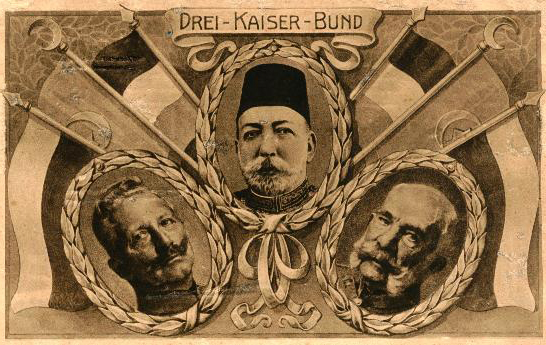
3人の皇帝：ヴィルヘルム2世、メフメト5世、フランツ・ヨーゼフ1世。

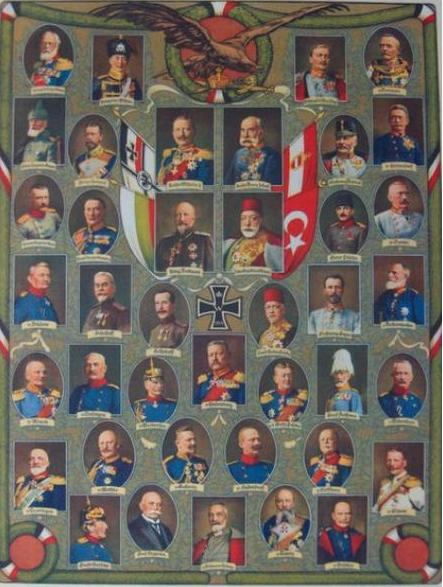
中央同盟国の指導者を示すポスター。

第一次世界大戦の中央同盟国の指導者（だいいちじせかいたいせんのちゅうおうどうめいこくのしどうしゃ）では、第一次世界大戦の中央同盟国を指揮または支援した政治家と軍部を列挙する。

## オーストリア＝ハンガリー帝国
オーストリア＝ハンガリー帝国
- フランツ・ヨーゼフ1世[1] - オーストリア＝ハンガリー皇帝
- カール1世[2] - オーストリア＝ハンガリー皇帝
- レオポルト・ベルヒトルト[3] - オーストリア=ハンガリー外相(共通宰相)（英語版）
- カール・フォン・シュテュルク-オーストリアの首相
- ティサ・イシュトヴァーン[4] - ハンガリーの首相
- フリードリヒ大公[5] - オーストリア＝ハンガリー軍総司令官
- フランツ・コンラート・フォン・ヘッツェンドルフ[6] - オーストリア＝ハンガリー参謀総長（英語版）
- アルトゥール・アルツ・フォン・シュトラウセンブルク（英語版） - オーストリア＝ハンガリー参謀総長
- スヴェトザル・ボロイェヴィッチ[7] - オーストリア＝ハンガリーの元帥
- アントン・ハウス（英語版）[8] - オーストリア＝ハンガリー帝国海軍総司令官
- マクシミリアン・ニェゴヴァン（英語版）[9] - オーストリア＝ハンガリー帝国海軍総司令官
- ホルティ・ミクローシュ[10] - オーストリア＝ハンガリー帝国海軍総司令官
- エミール・ウゼラツ（英語版） - オーストリア＝ハンガリー航空部隊（英語版）
- フランツ・ロール・フォン・デンタ（英語版） - オーストリア＝ハンガリーの元帥
- オイゲン・フォン・エスターライヒードイツ騎士団総長
- ヴェンツェル・フォン・ヴルムーオーストリアハンガリーの軍司令官
- ヨーゼフ・アウグスト・フォン・エスターライヒーオーストリアハンガリーの元帥
- ステファン・サルコチッチ・フォン・ロヴチェンーボスニア・ヘルツェゴビナ総督
- ヘルマン・ケーヴェスーオーストリアハンガリーの元帥
- ギド・ノファーク・フォン・アリエンティ（ドイツ語版） - オーストリア=ハンガリー帝国陸軍の将軍
- アルトゥル・ギースル・フォン・ギースリンゲンーオーストリアハンガリーの騎兵大将
- カール・シュテファン・フォン・エスターライヒーオーストリア＝ハンガリー帝国海軍の提督
- ゲオルク・フォン・トラップーオーストリア＝ハンガリー帝国海軍の少佐
- エードゥアルト・フォン・ベーム＝エルモッリーオーストリア=ハンガリー帝国の元帥
- ヨーゼフ・フェルディナント・フォン・エスターライヒーオーストリア=ハンガリー帝国第4軍司令官

## ドイツ帝国
ドイツ帝国
- ヴィルヘルム2世[11] - ドイツ皇帝
- テオバルト・フォン・ベートマン・ホルヴェーク[12] - ドイツ帝国宰相
- アルトゥール・ツィンメルマン[13] - ドイツ外相
- ヘルムート・ヨハン・ルートヴィヒ・フォン・モルトケ[14] - 第4代陸軍参謀本部総長
- エーリッヒ・フォン・ファルケンハイン[15] - 第5代陸軍参謀本部総長
- パウル・フォン・ヒンデンブルク[16] - 第6代陸軍参謀本部総長、第8軍司令官
- アルフレート・フォン・ティルピッツ[17] - 海軍大臣、海軍元帥
- ラインハルト・シェア[18] - 大洋艦隊の指揮官
- エーリヒ・ルーデンドルフ[16] - 参謀次長
- レオポルト・フォン・バイエルン[19] - 東部戦線総指揮官（英語版）
- マックス・ホフマン[20] - 東部戦線の参謀長
- ヴィルヘルム・スション（英語版）[21] - ドイツ海軍駐オスマン帝国顧問
- オットー・リーマン・フォン・ザンデルス[22] - ドイツ陸軍駐オスマン帝国顧問
- パウル・フォン・レットウ＝フォルベック[23] - 東アフリカ戦役におけるドイツ軍指揮官
- ヘルマン・フォン・フランソワ（英語版）[24] - ドイツ歩兵大将
- ゲオルク・フォン・デア・マルヴィッツ（英語版）[25] - ドイツ軍におけるプロイセン騎兵将校
- アウグスト・フォン・マッケンゼン - バルカン半島でドイツ軍を指揮する元帥
- エルンスト・フォン・ヘップナー（英語版） - 航空部隊指揮官
- フランツ・フォン・ヒッパー  - ドイツ大洋艦隊司令官
- オットー・フォン・ベロウ - イタリア戦線のドイツ軍司令官
- ハンス・フォン・ゼークト - オスマン帝国軍総参謀長
- フリードリヒ・クレス・フォン・クレッセンシュタイン（英語版） - 中東戦域の指揮官
- ループレヒト・フォン・バイエルン - ドイツ陸軍第6軍指揮官
- マックス・フォン・バーデン  - 第8代帝国宰相
- アルブレヒト・フォン・ヴュルテンベルク - ドイツ第4軍司令官
- アレクサンダー・フォン・ファルケンハウゼン - トルコ第2軍兵站部長、トルコ第7軍参謀長
- フランツ・フォン・パーペン - トルコ第6軍参謀長
- ヘルマン・フォン・アイヒホルン - ドイツ第10軍司令官
- フリッツ・フォン・ベロウ - 第1軍、第2軍、第8軍、第9軍司令官
- カール・フォン・ビューロウ - 第2軍司令官
- アレクサンダー・フォン・クルック - 第1軍司令官
- コンスタンティン・シュミット・フォン・クノーベルスドルフ（ドイツ語版） - 第5軍参謀長
- ヴィルヘルム・フォン・プロイセン - 第5軍司令官

## オスマン帝国
オスマン帝国
- メフメト5世[26] - オスマン帝国の皇帝
- メフメト6世[26] - オスマン帝国の皇帝
- サイード・ハリム・パシャ（英語版）[27] - オスマン帝国大宰相（英語版）
- エンヴェル・パシャ[28] - オスマン軍総司令官、戦争大臣
- フリッツ・ブロンザルト・フォン・シェレンドルフ（英語版）[29] - オスマン軍参謀総長
- ジェマル・パシャ[30] - シリアにおけるオスマン第4軍（英語版）の指揮官、海軍大臣
- タラート・パシャ - 大宰相、財務大臣（英語版）、内務大臣
- ムスタファ・ケマル・パシャ[31] - オスマン第2軍（英語版）の指揮官
- フェヴズィ・パシャ[32] - パレスチナにおけるオスマン第7軍（英語版）の指揮官
- ジェヴァト・パシャ - ダーダネルス要塞地域部隊（英語版）指揮官
- セラハッティン・パシャ（英語版） - ダーダネルス要塞地域部隊指揮官
- ファハリ・パシャ（英語版） - オスマン第12軍団（英語版）の指揮官
- ハーフズ・ハック・パシャ - オスマン第3軍（英語版）の指揮官
- アフメト・イッゼト・パシャ - オスマン第2軍と第3軍の指揮官
- ヌーレッディン・パシャ - イラク地域部隊（英語版）の指揮官
- オスマン・フアト - アフリカ群部隊（Africa Groups Command）の指揮官
- アフメト・フェヴズィ・パシャ（英語版） - オスマン第9軍団（英語版）と第15軍団（英語版）の指揮官
- ファーイク・パシャ（英語版） - オスマン第2軍団（英語版）の指揮官
- アブドゥル・ケリム・パシャ（英語版） - オスマン第3軍の指揮官
- ハリル・クート - 東部軍集団司令官
- ヌーリ・キルリギル -カフカース・ムスリム軍の司令官

## ブルガリア王国
ブルガリア王国
- フェルディナント[33] - ブルガリア国王
- ヴァシル・ラドスラホフ（英語版）[34] - ブルガリア首相
- ニコラ・ジェコフ[35] - ブルガリア軍総司令官
- ゲオルギ・トドロフ - ブルガリア第2軍（英語版）指揮官、ブルガリア軍副司令官
- コンスタンティン・ジョストフ - ブルガリア軍参謀総長
- ヴラディミール・ヴァゾフ（英語版） - ブルガリアの中将
- ステファン・ネレゾフ -ブルガリアの歩兵大将
- クリメント・ボヤジエフ（英語版） -ブルガリアの将軍
- イヴァン・フィチェフ  -ブルガリアの中将

## 共同参戦国

### ダルフール・スルターン国
ダルフール・スルターン国
- アリー・ディナール（英語版） - ダルフールのスルタン
- ラマダン・アリー（Ramadan Ali） - ダルフール軍総司令官

### ダラーウィーシュ国
ダラーウィーシュ国
- サイイド・ムハンマド・アブドゥラー・ハッサン - ダラーウィーシュ国の指導者
- ハスナ・ドレー（英語版） - ダラーウィーシュ国の女性指揮官

### サヌーシー教団
サヌーシー教団
- アフメド・シャリーフ・アッ＝サヌーシー（英語版） - サヌーシー教団の指導者（1902年 - 1933年）
- オマル・ムフタール - サヌーシーの抵抗運動の首領

## 従属国

### ジャバル・シャンマル王国
ジャバル・シャンマル王国
- サウード・ビン・アブドゥルアズィーズ（英語版）[36] - ジャバル・シャンマルのアミール

### アゼルバイジャン民主共和国
アゼルバイジャン民主共和国
- サマドゥ・ベイ・メフマンダロヴ（英語版） - 砲兵将校、防衛大臣
- アリ・アガ・シキリンスキ（英語版） - 中将、副防衛大臣